# Nadleśnictwo Giżycko
Nadleśnictwo Giżycko – jednostka organizacyjna Lasów Państwowych podległa Regionalnej Dyrekcji Lasów Państwowych w Białymstoku. Siedziba nadleśnictwa znajduje się w Gajewie, w powiecie giżyckim, w województwie warmińsko-mazurskim.
Nadleśnictwo obejmuje część powiatów giżyckiego i piskiego oraz niewielkie fragmenty powiatów ełckiego, mrągowskiego i kętrzyńskiego.

## Historia
W 1945 powstały nadleśnictwa Giżycko i Kętrzyn oraz 1 października 1948 Nadleśnictwo Ryn.
1 października 1972 do Nadleśnictwa Giżycko przyłączono większość Nadleśnictwa Ryn oraz jedno leśnictwo z Nadleśnictwa Kętrzyn.

## Ochrona przyrody
Na terenie nadleśnictwa znajduje się pięć rezerwatów przyrody:
- Jezioro Dobskie
- Jeziorko koło Drozdowa
- Nietlickie Bagno
- Perkuny
- Wyspy na jeziorze Mamry i Kisajno (częściowo).

## Drzewostany
Typy siedliskowe lasów nadleśnictwa (z ich udziałem procentowym):
- las mieszany świeży 36,73%
- bór mieszany świeży 24,06%
- las świeży 18,43%
- ols 7,76%
- las mieszany bagienny 6,43%
- las wilgotny 2,55%
- bór świeży 1,53%
- inne 2,51%[a]

Gatunki lasotwórcze lasów nadleśnictwa (z ich udziałem procentowym):
- sosna 54,01%
- brzoza 16,53%
- olsza 11,23%
- świerk 10,14%
- pozostałe 5,34%.